# ジャン・ウズン
ジャン・ユルマズ・ウズン（Can Yılmaz Uzun、2005年11月11日 - ）は、ドイツ・レーゲンスブルク出身のサッカー選手。1.FCニュルンベルク所属。ポジションはMF。

## クラブ経歴
2019年にFCインゴルシュタット04から1.FCニュルンベルクの下部組織へ加入し、2023年12月5日、2. ブンデスリーガ第32節の1.FCマクデブルク戦にて、試合終了間際にクワドウォ・ドゥアとの途中交代でトップチームデビューを果たした。この2022-23シーズンは17歳ながらトップチームで3試合に出場した。トップチーム初得点は2023-24シーズンが始まってから2試合目にあたる2. ブンデスリーガ第2節のハノーファー96戦で記録した。この試合では初得点を含む2得点を挙げ、2-2での引き分けに貢献している。

## 代表経歴
2021年から生まれ故郷のドイツではなく、両親の祖国であるトルコの世代別代表でプレーしており、2022年にはUEFA U-17欧州選手権2022に出場した。
2024年3月22日、ハンガリー代表との親善試合でA代表初出場。

## 個人成績

### クラブ
2022-23シーズン終了時点
| クラブ           | シーズン     | リーグ戦          | リーグ戦 | リーグ戦 | DFBポカール | DFBポカール | 合計 | 合計 |
| クラブ           | シーズン     | ディビジョン      | 出場     | 得点     | 出場        | 得点        | 出場 | 得点 |
| ---------------- | ------------ | ----------------- | -------- | -------- | ----------- | ----------- | ---- | ---- |
| ニュルンベルクII | 2022-23      | レギオナルリーガ  | 4        | 1        | -           | -           | 4    | 1    |
| ニュルンベルク   | 2022-23      | 2. ブンデスリーガ | 3        | 0        | 0           | 0           | 3    | 0    |
| キャリア通算     | キャリア通算 | キャリア通算      | 7        | 1        | 0           | 0           | 7    | 0    |